# موتا دی لیونتزا
موتا دی لیونتزا (به ایتالیایی: Motta di Livenza) یک کومونه در ایتالیا است که در استان ترویزو واقع شده‌است.

## خصوصیات
موتا دی لیونتزا ۳۷ کیلومترمربع مساحت و ۱۰٬۶۲۹ نفر جمعیت دارد و ۷ متر بالاتر از سطح دریا واقع شده‌است.